# شاه‌خرچنگ
شاه خرچنگ نام بالاخانواده‌ای از سخت‌پوستان ده‌پا است که بیشتر در آب‌های سرد زندگی می‌کند.
این خرچنگ‌ها به خاطر اندازهٔ بزرگ و گوشت لذیذشان بسیار صید می‌شوند.